# Polycyrtus delphini
Polycyrtus delphini är en stekelart som först beskrevs av Dmitriy R. Kasparyan och Ruiz-cancino 2003.  Polycyrtus delphini ingår i släktet Polycyrtus och familjen brokparasitsteklar. Inga underarter finns listade i Catalogue of Life.